# Павловская верфь
Новопавловское адмиралтейство (также именовалась как Осередская, Осерединская и Павловская верфь) — основано в 1709 году по указу Петра I, как корабельная верфь в ста шестидесяти километрах к югу от Воронежа на левом берегу Дона, при впадении в него реки Осередь, для строительства парусных кораблей Азовского флота. Создание крепости и верфи послужило основанием города Осеред, в 1715 году переименованного в Павловск. В 1729 году верфь была преобразована в адмиралтейство, строительство кораблей на котором продолжалось до 1776 года.

## История
В 1708 году Пётр I решил перенести корабельные верфи из Воронежа и Таврова ближе к Азовскому морю. Необходимость создания новой верфи было обусловлено тем, что корабли, строящиеся на тех верфях в Воронеже и Таврове, с большим трудом проходили к Азову из-за обмеления реки Воронеж. Он повелел адмиралтейцу Фёдору Матвеевичу Апраксину заложить крепость и верфь на левом берегу реки Осередь при впадении её в Дон, в маленьком Черкаском селении на месте сторожевого поста, образованном в 1685 году. Однако в связи с подготовкой к Полтавскому сражению и из-за восстания Кондратия Булавина работы по закладке крепости пришлось отложить.

### Начало строительства верфи
В апреле 1709 года, Пётр I вместе с корабельным мастером Ричардом Козенцом, проплывая по Дону из Воронежа в Азов, осмотрел земли при впадении реки Осередь в Дон и выбрал место для сооружения верфи. Р. Козенец составил первый чертёж будущей верфи. 21 мая 1709 года Пётр I отмечал в своём путевом дневнике, что флот будет строиться в Таганроге и «на Середе, где надлежит вместо Воронежа завесть верфь (и почать оное сего же лета»). Пётр утвердил чертежи доков и крепости на Осереди, которые после Полтавской битвы доставил корабельный мастер Ф. М. Скляев. Для работ на строительстве крепости и верфи было прислано более трёх тысяч шведов, взятых в плен под Полтавой. В том же году началось строительство корабельной верфи и нового города, первоначально получившего название «Осеред». С 1710 по 1713 год обер-комендантом крепости Осеред являлся ближний стольник С. А. Колычёв.
Осенью 1711 года корабельные мастера Р. Козенц и О. Hай заложили на верфи 36-пушечный фрегат, а корабельный подмастерье Герий Борт начал постройку трёх 48-пушечных кораблей, в том же году на верфи было построено десять провиантских судов. 
В конце 1711 года, в связи с подписанием Прутского мирного договора, строительство кораблей на верфи прекратилось. В Осеред были переселены жители из Азова и Таганрога, которые были отданы Турции. В Осереди началось строительство двухэтажного деревянного царского дворца, инженерного и артиллерийского дворов, пушечного и литейного заводов, канатной фабрики. В городе квартировали пять полков и артиллерийская команда. В 1713 году сюда из Таврово перевели Адмиралтейство. 
В память о уступленной туркам крепости Святого Павла на Азовском море Пётр повелел переименовать Осередскую крепость в Ново-Павловскую. В июле 1715 года Колычёв, сдавший обязанности обер-коменданта Павловский крепости П. В. Измайлову, и заведовавший корабельными и крепостными делами, писал Ф. М. Апраксину: «Крепость, Государь, Середскую по указу Е.И.В. во имя св. апостола Павла называть и писать Павловской прикажу… и полки будем писать и называть по городам, а не полковничьим званием». В том же году поселение получила статус города и стала официально называться Павловском.    
В декабре 1722 года Пётр I вместе с императрицей Екатериной I, возвращаясь из Персидского похода, сделал остановку в Павловске. После победы в Северной войне, Пётр I вновь поставил задачу выхода к Чёрному морю и создания для этого Донской флотилии. В 1723 году в Воронежский край из Санкт-Петербурга был послан вице-адмирал М. Х. Змаевич, которому было поручено Пётром восстановить корабельные работы. Пётр писал губернатору П.В. Измайлову: «Послан от нас на Воронеж и в Павловской вицеадмирал Змаевич для тамошних препорацей. И когда оной к вам приедет, и о чем будет предлагать, тогда по ево требованию все исполняйте, неописываясь к нам». Летом того же года М. Х. Змаевич прибыл в Воронеж, но удобного места для кораблестроения там не обнаружил. Павловск также отпал «за многими резоны». Капитан Ф.М. Скляев, которому было поручено выбрать место для постройки прамов решил строить их в Таврове .
После смерти Петра город Павловск потерял своё стратегическое значение. Весной 1728 года в результате наводнения бо́льшая часть города была полностью залита талой водой. Из города были выведены войска, военные заводы прекратили работу..

### Павловская верфь в эпоху Анны Ивановны
В 1733 году правительство императрицы Анны Ивановны, готовясь к войне с Турцией, распорядилось о восстановлении строительства кораблей на Дону и Воронеже. Летом 1735 года Донская флотилия спустилась двумя отрядами вниз по рекам Воронеж и Дон в Павловск, где остановилась на зимовку. В 1736 году корабли и прамы Донской флотилии подошли к Азову и штурмом взяли его. 
В 1736 году корабельные работы на верфи были вновь продолжены. Под руководством контр-адмирала П. П. Бредаля на верфи строились малые суда: галеры и морские казачьи лодки, достраивались прамы, построенные на других верфях. 
В 1737 году в Павловске свирепствовала эпидемия, умерло около половины жителей города. В 1738 году в Новопавловское адмиралтейство был направлен корабельный мастер Алатчанинов для постройки 20 галер, предназначенных для Азовской флотилии. В 1744 году в городе случился сильный пожар, который практически сжег все деревянные строения. Строительство кораблей вновь остановилось.

### Строительство «новоизобретённых судов»
18 (29) ноября 1768 года, после начала русско-турецкой войны, правительством было решено построить на старых верфях на Дону и его притоках флотилию. Контр-адмирал Алексей Наумович Сенявин приступил к восстановлению верфей в Таврове, Павловске, на Икорце и на Хопре и портов в Азове и Таганроге. Адмиралтейств-коллегия решила строить парусно-гребные суда нового типа, получившие название «новоизобретённых кораблей», которые должны были иметь от 12 до 16 пушек до 12-фунтового калибра, а также две пудовые гаубицы.
К сентябрю 1769 года Новопавловская верфь была подготовлена к строительству «новоизобретенных» кораблей. И. М. Селиванов доносил в Петербург в Адмиралтейств-коллегию: «1-е, из производимого... в Павловске берегового строения кузница и при оной слесарная в двух мастерских, состоящая в трех покоях с двумя сеньми, караульная с сеньми ж и смольная совсем отделаны и в кузнице горны делать начаты; из старых же магазинов один на 17 саженях корпуса, состоящий в трех магазинах, совсем отделан ж в котором и материалы положены, а другой корпус в 20 саженях тоже в трех магазинах состоящий, по тому ж исправлением приходит в окончание; 2-е, к строению назначенных тамо судов три эллинга сделаны, а прочия три делаются; леса ж сколько их превезено, те все по лекалам к закладке приготовлены».
1 сентября 1769 года на верфи был заложен трёхмачтовый корабль «Хотин». Строителем корабля был Иван Афанасьев (в некоторых источниках строительство кораблей приписывается его сыну Семёну Афанасьеву, однако в то время он был только корабельный подмастерье). Корабль имел длину 31,8 м, ширину 8,25 м и осадку при полной нагрузке 2,75 м. Его вооружение составляло 16 12-фунтовых пушек, экипаж — 157 человек. Спущен на воду 17 марта 1770 года. Вошёл в состав Азовского флота.
3 сентября 1769 года были заложены ещё 5 «новоизобретённых» двухмачтовых корабля: «Азов», «Новопавловск», «Корон», «Журжа» и «Таганрог», которые также строил И. И. Афанасьев. Корабли были построены и спущены на воду 19 марта 1770 года и 22 апреля ушли к Азову.
В 1773 году корабельный мастер Иван Афанасьев построил на верфи два больших палубных вооружённых бота, в 1774 году еще два 6-пушечных галиота типа «Буйвол». В 1779 году на верфи были построены еще два галиота типа «Дрофа». 
В 1788 году кораблестроитель С. И. Афанасьев заложил 15-пушечный бомбардирский корабль «Новопавловск», который был спущен на воду в 1789 году. В том же году на верфи бот «Битюг» был переоборудован в 6-пушечный бомбардирский корабль «Спиридон Тримифийский». Это были последние суда, которые были построены на павловской верфи.

## Память
- В июле 2005 года на берегу Дона недалеко от Бабкинского затона археологическая экспедиция Воронежского государственного университета под руководством Ю. П. Матвеева обнаружила фундаменты строений, предположительно Павловской верфи[5].